# Merops bullockoides
Merops bullockoides là một loài chim trong họ Meropidae.
Loài chim ăn ong này phân bố rộng rãi ở châu Phi cận xích đạo.
Chúng có cái trán trắng đặc biệt, cái đuôi vuông và một mảng đỏ tươi trên cổ họng. Chúng làm tổ ở những quần thể nhỏ, đào hố trên vách đá hoặc bờ đất. Chúng thường có thể được nhìn thấy trong những cây thấp đang chờ côn trùng đi qua. làm điều này bằng cách thực hiện các chuyến bay nhanh chóng hoặc lướt xuống trước khi bay lượn nhanh để bắt con mồi.